# Meridianul Zero

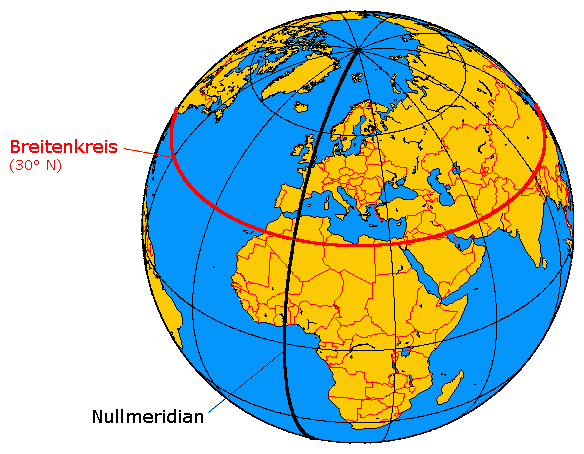
Meridianul Zero

Meridianul Zero sau meridianul Greenwich este meridianul care traversează observatorul Greenwich situat în apropierea orașului Londra, Anglia. El a fost determinat în anul 1884 la o conferință geografică internațională, meridianul intersectează ecuatorul legând cei doi poli, el  desparte emisferele de est și vest. Meridianul are un rol deosebit în stabilirea coordonatelor geografice, ca și la stabilirea fusurilor orare prin ora de Greenwich.

## State traversate de meridian
Marea Britanie (319 km), Franța (735 km), Spania (336 km), Algeria (1.555 km), Mali (760 km), Burkina Faso (430 km), Togo (39 km) și Ghana (569 km). 